# Радлькофер, Людвиг
Лю́двиг Ра́длькофер (нем. Ludwig Radlkofer, 12 декабря 1829 — 16 февраля 1927) — немецкий ботаник, профессор ботаники, миколог, доктор медицинских наук.

## Имя
В различных источниках встречаются разные формы записи имени Людвига Радлькофера:
- нем. Ludwig Adolph Timotheus Radlkofer[5],
- нем. Ludwig Adolph Radlkofer[2],
- нем. Ludwig Adolf Radlkofer[2],
- нем. Ludwig Jakob Timotheus Radlkofer[4].

## Биография
Людвиг Радлькофер родился в Мюнхене 12 декабря 1829 года.
Радлькофер изучал медицину в Мюнхене. В 1854 году он стал доктором медицинских наук.
Радлькофер внёс значительный вклад в ботанику, описав множество видов растений.
Людвиг Радлькофер умер в Мюнхене 16 февраля 1927 года.

## Научная деятельность
Людвиг Радлькофер специализировался на водорослях, семенных растениях и на микологии.

## Научные работы
- 1859: Ueber Krystalle proteinartiger Körper pflanzlichen und thierischen Ursprungs: ein Beitrag zur Physiologie der Pflanzen und Thiere, zur Chemie und Physik der organischen Körper — Leipzig: Engelmann.
- 1875: Monographie der Sapindaceen-Gattung Serjana — München: K. B. Akademie.
- 1914: New Sapindaceae from Panama and Costa Rica — Washington: Smithson. Inst.
- 1887: Monographia generis Serjaniae supplementum: Ergänzungen zur Monographie der Sapindaceen Cattung Serjania — München.
- 1886: Ueber die Arbeit und das Wirken der Pflanze — München: K. Hof- u. Univ.-Buchdr. v. Dr. C. Wolf & Sohn.
- 1883: Über die Methoden in der botanischen Systematik insbesondere die anatomische Methode — München: Akademie.